# Ère Kōhō
L'ère Kōhō (康保) est une des ères du Japon (年号, nengō, lit. « nom de l'année ») après l'ère Ōwa et avant l'ère Anna. Cette ère couvre la période allant du mois de juillet 964 jusqu'au mois d'août 968. Les empereurs régnants sont Murakami-tennō (村上天皇) et Reizei-tennō (冷泉天皇).

## Changement d'ère
- 6 février 964 Kōhō gannen (康保元年?) : Le nom de la nouvelle ère est créé pour marquer un événement ou une série d'événements. L'ère précédente se termine là où commence la nouvelle, en  Ōwa 4, le 10e jour du 7e mois de 964[3].

## Événements de l'ère Kōhō
- 964 (Kōhō 1, 4e mois) : L'impératrice Fujiwara no Ansi meurt. La sœur cadette de l'impératrice épouse le frère ainé de l'empereur, Shigeakira-shinnō mais il meurt peu après ainsi que sa femme. Perdu dans son chagrin, l'empereur néglige les devoirs de sa charge[4].
- 965 (Kōhō 2, 4e mois) : L'udaijin Fujiwara no Akihira meurt à l'âge de  68 ans[4].
- 965 (Kōhō 2, 12e mois) : L'empereur célèbre son 40e anniversaire[4].
- 5 juillet 967 (Kōhō 4, 25e jour du 5e mois) : L'empereur meurt à l'âge de 42 ans, ayant régné 21 années en tout[4].

| Kōhō      | 1re | 2e  | 3e  | 4e  | 5e  |
| Grégorien | 964 | 965 | 966 | 967 | 968 |